# Ekonomia współdzielenia
Ekonomia współdzielenia, ekonomia dzielenia się, ekonomia współpracy (ang. sharing economy) – zjawisko społeczne i ekonomiczne, polegające na fundamentalnej zmianie modeli organizacyjnych i dystrybucyjnych, idących w kierunku rozproszonych sieci połączonych ze sobą jednostek i społeczności, obejmujące zarówno bezpośrednie świadczenie sobie usług przez ludzi, jak również współużytkowanie, współtworzenie, współkupowanie itp., umożliwiające radykalne zwiększenie efektywności wykorzystania zasobów.
Zjawisko bazuje na skłonności ludzi do współpracy, pomagania innym i dzielenia się swoim czasem oraz zasobami, które jest odwzajemniane w różny sposób (materialny i pozamaterialny). W przeszłości taka forma współpracy ograniczała się jedynie do wąskiego grona rodziny, znajomych i sąsiadów, a wraz z masową produkcją, rozwojem handlu i usług oraz silniejszej migracji skutkującej rozdzieleniem wielopokoleniowych rodzin i utratą sieci znajomych zjawisko to powoli traciło na znaczeniu, a jego funkcje przejęły przedsiębiorstwa i instytucje (np. publiczne). Druga strona ludzkiej natury, jaką jest chęć konkurowania i dbania o wąsko pojęty własny interes jest podstawą ekonomii klasycznej, ale w warunkach gospodarki rynkowej czasami doprowadza do wypaczeń (wyzysku, oszustw itp.). Dzięki nowym technologiom ekonomia współpracy ponownie nabiera popularności i ekonomicznej racjonalności. Katalizatorem jej dynamicznego rozwoju był kryzys finansowy w roku 2008, a także potrzeba oszczędzania, lepszego wykorzystania zasobów i zmiany relacji społecznych.

## Nazewnictwo
Ekonomia współpracy jest szerokim zjawiskiem, nie do końca zdefiniowanym, dlatego pojawiło się wiele nazw określeń, które są zamienne lub stanowią jakiś element pojęcia ekonomii współpracy:
- collaborative economy (ekonomia współpracy)[4]
- peer to peer economy
- sharing economy (ekonomia współdzielenia) – gdy ludzie mają wspólny dostęp do jakiegoś produktu zamiast go posiadać na własność (każdy z osobna) – współdzielą go[5]
- collaborative consumption (wspólna konsumpcja)
- mesh economy – dzielenie wiedzy, talentu, czasu i zasobów w celu tworzenia wspólnego dobra i wymiany.

## Pola zastosowań
Ekonomia współpracy ma wielorakie obszary zastosowań:
- jako biznes, rozproszony (społecznościowy) model organizacji i generowania wartości
- jako styl życia i myślenia
- technologie

### Biznes i organizacje
Obecnie dominującą formą relacji ekonomicznych w gospodarce jest model jeden do wielu, w którym przedsiębiorstwo wytwarza jakieś dobro lub usługę i sprzedaje je wielu odbiorcom. Ekonomia współpracy polega na świadczeniu takich usług w relacji człowiek-człowiek lub wspólną pracę nad jakimś celem, czyli model rozproszony.

#### Zaufanie
Relacje z nieznajomym wiążą się jednak z początkowym brakiem zaufania, koniecznością zabezpieczenia się, a sama transakcja może dojść do skutku jeśli takie osoby się znajdą w odpowiednim czasie i miejscu i osiągną porozumienie. Nowoczesne aplikacje i portale wspierają bezpośrednie kontakty pomiędzy prosumentami i konsumentami. Technologie przezwyciężają problemy braku początkowego braku zaufania poprzez wprowadzenie przymusowego oceniania usługodawcy i usługobiorcy w ramach danego portalu i budowaniu ich reputacji. Dodatkowo portal zabezpiecza umowę poprzez możliwość obciążenia karty kredytowej jednej ze stron i ubezpieczenie całej transakcji. W ten sposób wspólne przedsięwzięcie lub wymiana drobnych usług możliwe wewnątrz kręgu rodziny i znajomych mogą teraz szybko i bezpiecznie być podejmowane przez zupełnie nieznajome osoby.

#### Koszty transakcyjne
Łatwo dostępna i szczegółowa informacja oraz inne udogodnienia technologiczne takie jak lokalizacja GPS pozwalają na pokonanie kolejnej bariery, jaką jest koszt transakcyjny – czyli koszt zawarcia umowy (np. zabezpieczenie obu stron, komunikacja). Klasyczna gospodarka rozwiązuje ten problemem na zasadzie korzyści skali, czyli przedsiębiorstwo tworzy infrastrukturę do świadczenia usługi i jej koszt dzieli na miliony wyprodukowanych produktów, np. koszty prawne, koszty obsługi klienta, koszty reklamy. Masowa produkcja w jednym miejscu rodzi z kolei inne koszty takie jak np. logistyka czy koszty zarządzania.

#### Racjonalność ekonomiczna
Ekonomia skali pomaga dużym przedsiębiorstwom w obniżeniu kosztów jednostkowych, natomiast ekonomia współpracy polega na wykorzystaniu wolnych zasobów lub robieniu czegoś przy okazji. Na przykład ktoś kupuje wiertarkę na własne potrzeby i jednocześnie wypożycza ją innym – ponosi koszt zakupu wiertarki, ale dzięki wypożyczeniu może na niej nawet zarobić. W przypadku współtworzenia (jak np. Wikipedii), każdy tworzący wkłada stosunkowo niewiele do wspólnego przedsięwzięcia, ale może korzystać z pracy wszystkich twórców – taki model jest szczególnie popularny w przypadku dzielenia się wiedzą.

#### Zrównoważony rozwój
Lepsza informacja o produkcie podwyższa jego wartość (np. może być lepiej, częściej wykorzystany). Bardziej intensywne wykorzystanie zasobów (np. korzystanie z jednej kosiarki przez kilka osób) jest zgodne z trendami zrównoważonego rozwoju (ang. sustainability), ale przy masowej skali zjawiska będzie miało wpływ na zmniejszenie globalnego popytu na produkty (i surowce) przy jednoczesnym szerszym dostępnie do nich.

#### Aplikacje wspierające
Ekonomia współpracy, która polega na świadczeniu usług (np. przewóz, koszenie trawy) lub udostępnianiu swoich zasobów (np. samochód, kosiarka, mieszkanie) bazują na bardzo wydajnych aplikacjach, które łączą bezpośrednio osoby zainteresowane zakupem, wypożyczeniem itp. z osobą świadczącą daną usługę czy produkującą daną rzecz. W przypadku usług odległość i czas mają znaczenie, dlatego szybkie i tanie łączenie kupującego i sprzedającego pozwala zaoszczędzić obu stronom pieniądze i czas, dzięki czemu wszystkie strony transakcji są usatysfakcjonowane.

#### Komunikacja vs. planowanie
Ekonomię współpracy charakteryzuje również inny sposób zarządzania i komunikacji. W przedsiębiorstwach klasycznych obowiązuje struktura organizacyjna i hierarchia, a ich działanie opiera się na planowaniu (na różnych płaszczyznach). Przedsięwzięcia ekonomii współpracy są rozproszone, czyli wiele niezależnych osób świadczy usługi lub wytwarza dobra zgodnie ze swoim standardem i za to jest oceniane. Platformy, które ułatwiają relacje między dostawcami i odbiorcami nie planują rozwoju i nie ustalają ścisłych standardów (choć mogą ograniczać zakres swojego działania do usług o pewnych minimalnych parametrach lub z określonego obszaru).

### Styl życia i myślenia

#### Dostęp jest lepszy od posiadania
Jest to nowy model ekonomiczny, który w miejsce konkurencji między producentami stara się wprowadzić współpracę pomiędzy prosumentami oraz konsumentami. Głównym założeniem tego modelu jest idea, że ludzie nie chcą, nie muszą lub nie stać ich, aby posiadać wszystkich rzeczy, które chcą używać. Zasada „dostęp jest lepszy od posiadania” (ang. access is better than ownership), szczególnie się sprawdza, gdy:
- posiadania nie jest dla człowieka wartością samą w sobie (nie jest elementem statusu, nie ma wartości sentymentalnej), a jedynie środkiem do celu (np. nie potrzebujemy wiertarki, ale chcemy zrobić dziurę w ścianie)
- posiadanie jest poza naszymi możliwościami finansowymi
- posiadanie jest nieuzasadnione ekonomicznie (używamy czegoś bardzo rzadko)
- użytkowanie wiąże się z dużymi kosztami stałymi utrzymania lub jest czasochłonne

#### Zmiana myślenia
Coraz więcej ludzi jest przesyconych poziomem konsumpcji i wolą współużytkować rzeczy niż posiadać je na własność. Wiąże się to z mniejszą odpowiedzialnością oraz mniejszymi kosztami. Powoduje to także wzrost świadomości na temat ekologicznego trybu życia oraz zrównoważonego rozwoju społeczeństwa. Koncepcja wspólnego dobra i wspólnego użytkowania nie jest nowa, jednakże dopiero w drugiej dekadzie XXI wieku jest ona możliwa do realizacji pod kątem technicznym, społecznym oraz ekonomicznym. W dobie powszechnego dostępu do internetu oraz nieograniczonym możliwościom komunikacyjnym (dzięki mediom społecznościowym) ekonomia współdzielenia rozwija się dynamicznie praktycznie na całym świecie. Popularność i rozwój mediów społecznościowych, stał się katalizatorem do rozwoju ekonomii współpracy w takiej formie z jaką mamy obecnie do czynienia. Jednocześnie świat zachodni od 200 lat (a kraje rozwijające w ostatnich dziesięcioleciach), oddala się od Pułapki Maltuzjańskiej i przechodzi do nadprodukcji, która nie możne znaleźć nabywców. Taki stan ekonomiczny sprzyja dzieleniu się oraz brakiem przywiązania do rzeczy.

#### Postrzegania własnego interesu
Istotna jest również redefinicja pojęcia „mój interes”. Klasyczna ekonomia promuje krótkookresową ocenę własnego interesu, przez co widzimy go głównie jako wąski własny interes nawet kosztem innych, natomiast przy długookresowym spojrzeniu własny interes kosztem innych w większości sytuacji jest nieracjonalny, a współpraca jest korzystna dla wszystkich. Potwierdzają to odkrycia ekonomii behawioralnej, jak również teoria gier (w szczególności gry o sumie niezerowej – premiujące współpracę).

#### Rozumienie dobrobytu
Rozszerza się również postrzeganie dobrobytu, które obecnie głównie jest kojarzone z dobrobytem materialnym, natomiast coraz częściej jest rozszerzane na dobrobyt, dobrostan i błogostan swój i innych, gdyż coraz więcej osób ma problem z cieszeniem się z własnego życia, gdy ich dobrobyt wiąże się z wyzyskiem lub ignorowaniem niedoli innych.

### Technologie
Ekonomia współpracy zawdzięcza swój rozwój gwałtownemu rozwojowi technologii: komunikacji społecznościowej (np. portale społecznościowe), technologiom mobilnym (internet mobilny, smartfony, lokalizacja GPS), portalom wspierającym bezpośrednią współpracę ludzi, kryptowalutom typu Bitcoin. Dalszy rozwój, od strony technologicznej będzie wspierany głównie przez rozwój zjawisk big data oraz internet rzeczy.

## Organizacja ekonomii współpracy

### Rynkipeer-to-peer
Model rynku, w którym dwie osoby współpracują ze sobą bezpośrednio wykorzystując w tym celu platformę ułatwiającą transakcję. Platforma jest trzecim podmiotem niebędącym stroną transakcji, ale rozwija, utrzymuje, ustala zasady współpracy za co może pobierać opłaty.

### Crowdfunding
Platformy pozwalające zbierać środki na określone przedsięwzięcia. Środki mogą być przekazywane w formie darowizny, zakupu udziałów, zakupu produktów lub usług, które będą dostarczone w przyszłości, lub pożyczek.

### Wymiana innowacji
Platformy pozwalające na wymianę pomysłów, ich ocenę i rozwijanie.

### Wymiana wiedzy
Platformy pozwalające pozyskać wiedzę na różne tematy od mini-ekspertów (np. porady online) lub na dostęp do wiedzy współtworzonej przez wiele osób np.: Wikipedia, Open Source Ecology, Khan Academy. Dostęp może być bezpłatny lub odpłatny – obligatoryjnie lub opcjonalnie.

### Administracja do biznesu
Platformy udostępniające dane będące w posiadaniu organów administracyjnych (dane statystyczne, mapy itp.) w celu ich wykorzystania przez biznes w bardziej innowacyjny sposób dla dobra lokalnej społeczności.

### Administracja do obywateli
Platformy udostępniające dane na temat działalności danego organu w celu zwiększenia jego transparentności.

## Obszary rozwoju ekonomii współpracy

### Media społecznościowe
Dynamiczny rozwój mediów społecznościowych stał się katalizatorem do rozwoju ekonomii współpracy w takiej formie z jaką mamy obecnie do czynienia. Możliwość szybkiej weryfikacji profili w różnych serwisach oraz pewnego rodzaju “transfer zaufania” z profili w mediach społecznościowych znacząco zmniejsza barierę psychologiczną w celu używania nowego serwisu z obszaru ekonomii współpracy, jednocześnie ułatwiając i przyśpieszając rejestrację. W większości serwisów, platform oraz przedsiębiorstw z obszaru ekonomii współpracy dzięki funkcji facebook login, można założyć konto w przeciągu kilku sekund.

### Sharing economy
Wbrew pozorom termin sharing economy – ekonomia współdzielenia został wprowadzony stosunkowo dawno temu. W 1978 roku Marcus Felson i Joe L. Spaeth w swojej pracy pt. „Community Structure and Collaborative Consumption: A routine activity approach” po raz pierwszy poruszyli zagadnienia z dziedziny współdzielenia swoich dóbr z innymi konsumentami. Nie zdawali sobie oni jednak sprawy z tego jak bardzo dynamicznie rozwinie się ekonomia współdzielenia w pierwszej i drugiej dekadzie XXI wieku. Obecnie sharing economy bardzo często błędnie określana jest jako synonim do: collaborative economy, peer-to-peer economy, mesh, collaborative consumption. W rzeczywistości sharing economy jest pojęciem dużo węższym, niż ekonomia współpracy – sharing economy jest jednym z jej elementów. W przypadku sharing economy mamy do czynienia z platformami, które umożliwiają współużytkowanie lub udostępnianie posiadanych dóbr. Klasycznym przykładem sharing economy jest amerykańska firma Airbnb. Airbnb umożliwia udostępnianie swojego domu innym użytkownikom podczas naszej nieobecności. Sharing economy to system społeczno-gospodarczy zbudowany wokół podziału zasobów ludzkich i materialnych. Obejmuje on wspólną kreację, produkcję, dystrybucję, handel oraz konsumpcję dóbr i usług przez różnych ludzi, a także organizacje.

### Crowdfunding
Forma finansowania różnego rodzaju projektów przez społeczność, która jest lub zostanie wokół tych projektów zorganizowana. Przedsięwzięcie jest w takim przypadku finansowane poprzez dużą liczbę drobnych, jednorazowych wpłat dokonywanych przez osoby zainteresowane projektem. Upowszechnienie się internetu pozwala na łatwe informowanie o projektach i tworzenie wokół nich społeczności, co przyczyniło się do rozwoju zjawiska crowdfundingu. Określenie to jest zwykle używane w odniesieniu do zbiórek prowadzonych na stworzonych w tym celu platformach internetowych, rzadziej także przy pomocy serwisów społecznościowych lub blogów.

### Crowdsourcing
Proces w ramach którego organizacja (przedsiębiorstwo, instytucja publiczna, organizacja non-profit) przeprowadza outsourcing zadań wykonywanych tradycyjnie przez pracowników do niezidentyfikowanej, zwykle bardzo szerokiej grupy ludzi w formie open call (ang. crowd – tłum, ang. sourcing – czerpanie źródeł). Crowdsourcing umożliwia wszystkim użytkownikom internetu partycypację w zadaniach, które kiedyś były zarezerwowane dla wąskiej grupy specjalistów.

### Coworking
Coworking to nowoczesny styl pracy, który obejmuje wspólne środowisko pracy, często biura oraz samodzielną działalność. Różnica pomiędzy normalnym biurem a coworkingiem polega tym, że pracownicy nie są zatrudnieni przez tę samą organizację. Najczęściej są to pracownicy, którzy wcześniej pracowali w domu, założyciele startupów, freelancerzy lub osoby które często podróżują. Praca w takim środowisku, dzięki efektowi synergii przynosi wiele korzyści, m.in. nowe kontakty, możliwość nawiązania współpracy pomiędzy różnymi podmiotami, innowacyjne pomysły oraz nowe startupy.

### Open innovation
Otwarte innowacje to paradygmat który zakłada, że przedsiębiorstwa mogą i powinny korzystać z zewnętrznych oraz wewnętrznych pomysłów generujących innowacje. Główną ideą otwartych innowacji jest założenie, że w świecie szeroko rozproszonej wiedzy, przedsiębiorstwa nie mogą sobie pozwolić aby polegać wyłącznie na własnych badaniach. Powinny korzystać z doświadczeń innych przedsiębiorstw oraz osób fizycznych oraz udostępniać im swoje zasoby oraz wyniki badań w celu ogólnie rozumianego postępu i rozwoju.

### Co-design
Co-design to proces rozwoju produktu, usługi lub organizacji w którym użytkownicy docelowi biorą aktywny udział i mają wpływ na efekt końcowy. Co-design zaciera się różnice pomiędzy użytkownikiem i projektantem, dzięki czemu stworzone w ten sposób produkty, usługi lub organizacje lepiej spełniają oczekiwania prosumentów lub odbiorców końcowych.

### Open knowledge
Doskonałym przykładem open knowledge jest Wikipedia i Open Source Ecology. Bardzo znanym przykładem wykorzystania open knowledge w edukacji dzieci jest Khan Academy, który w Polsce jest lokalizowany przez fundację „Edukacja Przyszłości”. Ideą open knowledge jest darmowe, wspólne, tworzenie wiedzy w celu ponownego jej wykorzystania i rozpowszechniania bez ograniczeń prawnych, społecznych i technologicznych. Otwarta wiedza jest zbiorem zasad i metod związanych z produkcją i dystrybucją wiedzy. Wiedza jest interpretowana bardzo szeroko – obejmuje dane, treści i ogólne informacje.

### Ruch Makerski
Subkultura zorientowana na robienie samodzielnie różnych przedmiotów zarówno prostych, jak i bardzo zaawansowanych technicznie, która często jest związana ze współpracą nazywaną Hackerspace.

### Holakracja
To taki system pracy, w którym nie ma podziału na managerów i pracowników (nie ma podwładności i raportowania wyników swojej pracy). Po prostu grupa ludzi przychodzi do pracy i pracuje razem nad projektem. Holakracja ma wspierać kreatywność, efektywność, przejrzystość, innowacyjność. Wdrażają ją zarówno przedsiębiorstwa komercyjne, jak i non profit – na razie jednak na niewielką skalę.